# Olden
Olden este o localitate din comuna Stryn, provincia Sogn og Fjordane, Norvegia, cu o suprafață de 0,57 km² și o populație de 498 locuitori (2013).